# Heaven (album, The Walkmen)
Heaven je sedmé studiové album americké rockové skupiny The Walkmen. Vydáno bylo v květnu roku 2012 společnostmi Fat Possum Records a Bella Union a jeho producentem byl Phil Ek. Nahráno bylo mezi listopadem 2011 a březnem 2012 v Seattlu. Masteroval jej Greg Calbi. V hitparádě Billboard 200 se umístilo na 30. příčce. Píseň „Heaven“ byla použita v závěrečné epizodě seriálu Jak jsem poznal vaši matku („Navždycky“).

## Seznam skladeb
Autory všech skladeb jsou členové skupiny The Walkmen.
1. We Can't Be Beat – 4:43
2. Love Is Luck – 3:26
3. Heartbreaker – 3:15
4. The Witch – 3:33
5. Southern Heart – 3:01
6. Line by Line – 5:05
7. Song for Leigh – 3:38
8. Nightingales – 4:03
9. Jerry Jr.'s Tune – 1:33
10. The Love You Love – 3:07
11. Heaven – 4:26
12. No One Ever Sleeps – 2:42
13. Dreamboat – 4:35

## Obsazení
The Walkmen
- Matt Barrick
- Peter Bauer
- Paul Maroon
- Walter Martin
- Hamilton Leithauser

Ostatní hudebníci
- Robin Pecknold – doprovodné vokály
- Morgan Henderson – perkuse
- Victoria Parker – smyčce
- Jen Kozel – smyčce
- Erika Pierson – smyčce
- Jenn Glenn – smyčce